# Нянька по вызову
«Нянька по вызову» (англ. The Rebound) — американская мелодрама с элементами комедии на основе идеи об отношениях людей с большой разницей в возрасте.

## Сюжет
Главный герой фильма Эрам (Джастин Барта) работает в кофейне. Устроившись на ещё одну работу, он знакомится с Сэнди (Кэтрин Зета-Джонс), которая предлагает ему поработать нянькой у неё дома. В результате у них завязываются романтические отношения. Однако между ними возникает преграда в виде большой разницы в возрасте: Сэнди на 15 лет старше Эрама.

## В ролях
| Актёр                | Роль                           |
| -------------------- | ------------------------------ |
| Кэтрин Зета-Джонс    | Сэнди                          |
| Джастин Барта        | Эрам Финкелштейн               |
| Арт Гарфанкел        | Гарри Финкелштейн отец Эрама   |
| Джоанна Глисон       | Роберта Финкелштейн мать Эрама |
| Линн Уитфилд         | Лора Рейли                     |
| Келли Гулд           | Сэди дочь Сэнди                |
| Эндрю Черри          | Фрэнк-младший сын Сэнди        |
| Кейт Дженнингс Грант | Дафна                          |
| Роб Керкович         | Митч                           |
| Джон Шнайдер         | Тревор                         |
| Сэм Робардс          | Фрэнк                          |
| Элис Плейтен         | сэнсэй Дана                    |
| Стефани Шостак       | Элис                           |

## Съёмки
Съёмки фильма проходили в Нью-Йорке, Стамбуле и Париже.